# Oroombo Kulon
Oroombo Kulon is een bestuurslaag in het regentschap Pasuruan van de provincie Oost-Java, Indonesië. Oroombo Kulon telt 5637 inwoners (volkstelling 2010).